# Силін Дмитро Макарович
Дмитро́ Мака́рович Си́лін (1903, тепер Російська Федерація — ?) — український радянський партійний діяч, 2-й секретар Вінницького обкому КП(б)У, голова Вінницького міськвиконкому, голова Саратовського облвиконкому. Депутат Верховної Ради УРСР 3-го скликання.

## Біографія
У 1916—1917 роках — кур'єр Валуйської міської управи Воронезької губернії. У 1917—1918 роках — агент Валуйського продовольчого комітету. У 1918—1919 роках — охоронець вантажів на Воронезькій залізниці.
У 1919—1920 роках — завідувач економічного відділу Валуйського повітового комітету Комуністичної спілки молоді Воронезької губернії.
У 1920—1925 роках — відповідальний секретар Коротоякського повітового комітету ВЛКСМ Воронезької губернії; відповідальний секретар Богучарського повітового комітету ВЛКСМ Воронезької губернії.
Член ВКП(б) з 1923 року.
У 1925—1926 роках — завідувач організаційного відділу Воронезького губернського комітету ВЛКСМ.
У 1926—1929 роках — студент Ленінградського комуністичного університету.
У 1929—1931 роках — секретар Перелюбського районного комітету ВКП(б) Нижньо-Волзького краю.
У 1931—1932 роках — інструктор Нижньо-Волзького крайового комітету ВКП(б).
У 1932—1938 роках — 1-й секретар Турковського районного комітету ВКП(б) Нижньо-Волзького краю; 1-й секретар Катеринівського районного комітету ВКП(б) Саратовської області.
У 1938—1943 роках — начальник Саратовського обласного земельного відділу.
З 1943 року — голова виконавчого комітету Саратовської обласної ради депутатів трудящих.
У 1944—1945 роках — інструктор ЦК ВКП(б).
У 1945 році — секретар Вінницького міського комітету КП(б)У.
У серпні 1945 — квітні 1946 року — голова виконавчого комітету Вінницької міської ради депутатів трудящих.
У квітні 1947 — лютому 1953 року — 2-й секретар Вінницького обласного комітету КП(б)У.
З березня 1953 року — заступник голови виконавчого комітету Вінницької обласної ради депутатів трудящих.

## Нагороди
- орден Трудового Червоного Прапора (23.01.1948)
- ордени
- медалі